# Éva Kiss
Éva Kiss (født 7. juli 1987 i Debrecen) er en ungarsk håndboldspiller, der spiller for Györi ETO KC og på det ungarske landshold. Hun fik debut på det ungarske landshold d. 22. september 2009 i en kamp imod Tyskland.

## Intenationale Resultater
- Nemzeti Bajnokság I:
  - Guld: 2016, 2017
  - Sølv: 2010, 2011
  - Bronze: 2009
- Magyar Kupa:
  - Guld: 2016, 2018
  - Sølv: 2009, 2011, 2017
- EHF Champions League:
  - Vinder: 2017, 2018
- EHF Cup:
  - Semifinalist: 2006
- EM Håndbold:
  - Bronze: 2012